# Bodo Friedrich von Bodenhausen
Bodo Friedrich von Bodenhausen (* 14. Juli 1705 in Niedertrebra; † 25. Dezember 1781 in Stade) war Bremen-Verdischer Minister.

## Leben

### Herkunft und Familie
Bodo Friedrich von Bodenhausen war Angehöriger des verzweigten Adelsgeschlechts von Bodenhausen. Seine Eltern waren der Erbherr auf Niedertrebra, Dietrich Lebrecht von Bodenhausen (1677–1750) und Gertrude Helene, geborene von Adeleben († 1746). Er vermählte sich mit Amalie Ernestine, geborene von Hardenberg (1723–1782), einer Tochter von Philipp Adam von Hardenberg (1695–1760) und Witwe des Johann Wilhelm Ludwig von Berlepsch (1717–1757). Christoph Meiners (1747–1810) soll mutmaßlich sein natürlicher Sohn gewesen sein.

### Werdegang
Nach seinem 17-jährig begonnenem Studium, das er über fünf Jahre in Jena bestritt, studierte er noch einige Jahre in Leipzig und wurde anschließend zunächst Regierungsrat in Weimar. Danach war er Oberappellationsrat in Celle. 1737 wurde er dritter Regierungsrat in Bremen-Verden, avancierte 1740 zum zweiten, schließlich 1746 dort zum ersten Regierungsrat bestellt. Seit 1747 war er Geheimrat und seit 1763 zusätzlich Grefe des Landes Hadeln. Er stieg 1769 zum Minister und damit zum Wirklichen Geheimen Rat auf. Zuletzt war er Präses der Brem-Verdenschen Regierung.